# غوستاف ستورم
غوستاف ستورم (بالنرويجية البوكمول: Gustav Storm)‏ هو مؤرخ ومؤلف وكاتب وبروفيسور نرويجي، ولد في 18 يونيو 1845 في Rendalen ‏ في النرويج، وتوفي في 23 فبراير 1903 في بيغدوي ‏ في النرويج.